# 2000 QL226
2000 QL226, também escrito como 2000 QL226, é um objeto transnetuniano que está localizado no cinturão de Kuiper, uma região do Sistema Solar. Este corpo celeste está em uma ressonância orbital de 4:7 com o planeta Netuno. Ele possui uma magnitude absoluta de 6,3 e, tem um diâmetro estimado com cerca de 92 km.

## Descoberta
2000 QL226 foi descoberto no dia 29 de agosto de 2000 pelos astrônomos O. R. Hainaut e C. E. Delahodde.

## Órbita
A órbita de 2000 QL226 tem uma excentricidade de 0.214 e possui um semieixo maior de 39.277 UA. O seu periélio leva o mesmo a uma distância de 30.887 UA em relação ao Sol e seu afélio a 47.666.